# Lex Luger (producent)
Lexus Arnel Lewis (Suffolk, Virginia, SAD, 6. ožujka 1991.), bolje poznat po svom umjetničkom imenu Lex Luger je američki producent i tekstopisac. Lex Luger trenutno ima potpisan ugovor s diskografskom kućom 1017 Brick Squad Records. Umjetničko ime je uzeo od profesionalnog hrvača Lexa Lugera.

## Životopis
Lex Luger je rođen kao Lexus Arnel Lewis, 6. ožujka 1991. godine u Suffolku, Virginiji. Karijeru je započeo svirajući na bubnjevima učeći taktove i note. Nakon toga je počeo eksperimentirati s instrumentom MPC 2000 kojeg je dobio od svog ujka. Kasnije je počeo koristiti program na računalu FL Studio.

## Diskografija
| Godina | Singl                                                        | Završne pozicije na top ljestvicama | Završne pozicije na top ljestvicama | Završne pozicije na top ljestvicama | Završne pozicije na top ljestvicama | Završne pozicije na top ljestvicama | Album                                            |
| Godina | Singl                                                        | SAD                                 | SAD R&B                             | SAD Rap                             | KAN                                 | UK                                  | Album                                            |
| ------ | ------------------------------------------------------------ | ----------------------------------- | ----------------------------------- | ----------------------------------- | ----------------------------------- | ----------------------------------- | ------------------------------------------------ |
| 2010.  | "Hard in da Paint" (Waka Flocka Flame)                       | 111                                 | 28                                  | 20                                  | –                                   | –                                   | Flockaveli                                       |
| 2010.  | "B.M.F. (Blowin' Money Fast)" (Rick Ross featuring Styles P) | 60                                  | 6                                   | 4                                   | –                                   | –                                   | Teflon Don                                       |
| 2010.  | "Lights Out" (Fabolous)                                      | –                                   | 92                                  | –                                   | –                                   | –                                   | There Is No Competition 2: The Grieving Music EP |
| 2011.  | "H•A•M" (Kanye West & Jay Z)                                 | 23                                  | 24                                  | 14                                  | 47                                  | 30                                  | Watch the Throne                                 |
| 2011.  | "Hustle Hard" (Ace Hood)                                     | 60                                  | 9                                   | 10                                  | –                                   | –                                   | Blood, Sweat & Tears                             |
| 2011.  | "Grove St. Party" (Waka Flocka Flame featuring Kebo Gotti)   | 74                                  | 12                                  | 10                                  | –                                   | –                                   | Flockaveli                                       |
| 2011.  | "Platinum" (Snoop Dogg featuring R. Kelly)                   | –                                   | 60                                  | –                                   | –                                   | –                                   | Doggumentary                                     |
| 2011.  | "In Da Box" (Sean Garrett featuring Rick Ross)               | –                                   | 69                                  | –                                   | –                                   | –                                   | Courtesy Of                                      |
| 2011.  | "Go 'N' Get It" (Ace Hood)                                   | –                                   | 63                                  | –                                   | –                                   | –                                   | Blood, Sweat & Tears                             |
| 2011.  | "That Way" (Wale featuring Jeremih & Rick Ross)              | 49                                  | 4                                   | 5                                   | –                                   | –                                   | Self Made Vol. 1 & Ambition                      |
| 2011.  | "Round of Applause" (Waka Flocka Flame featuring Drake)      | 86                                  | 15                                  | 17                                  | –                                   | –                                   | Triple F Life: Friends, Fans and Family          |

## Vanjske poveznice
- Lex Luger na Twitteru
- Lex Luger na MySpaceu